# 基斯基斯

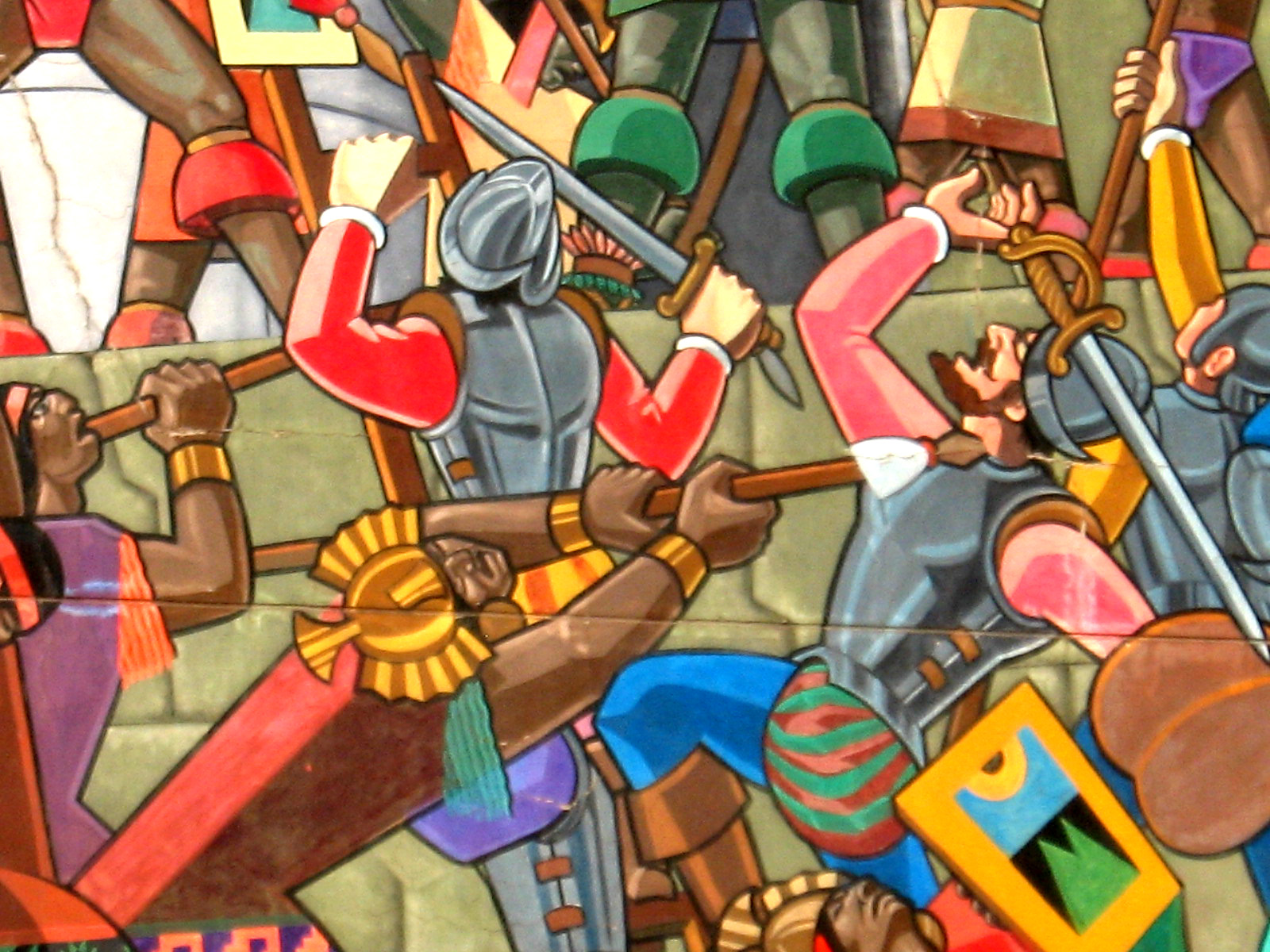
基斯基斯

基斯基斯（？—1535年）是印加帝國末期的一位將軍。他在印加內戰中效力於北方的阿塔瓦爾帕，與查爾庫奇馬、盧米尼亞維同為阿塔瓦爾帕麾下的重要將領。西班牙殖民者到來之後，他組織軍隊在基多附近的森林中抵抗。後因作戰方針的分歧，被部下殺死。

## 生平

### 早期事蹟
在瓦伊納·卡帕克征服基多的時候，基斯基斯追隨印卡，在戰鬥中嶄露頭角。瓦伊納·卡帕克死後，印加帝國發生內戰，基斯基斯站在阿塔瓦爾帕一邊，對抗庫斯科王公推戴的瓦斯卡爾，在阿塔瓦爾帕奪位的過程中扮演重要的角色。
最初阿塔瓦爾帕的北軍處於劣勢，直到欽博拉索山戰役之後，局勢得以扭轉。基斯基斯與查爾庫奇馬率領大軍南下攻擊庫斯科，在基派潘平原與瓦斯卡爾遭遇。瓦斯卡爾設下圈套，率領精兵發起突襲，然後與主力會師。然而這個陰謀被基斯基斯識破，瓦斯卡爾與主力部隊脫離，被擊敗俘虜。基派潘戰役以阿塔瓦爾帕一方的大勝告終。基斯基斯與查爾庫奇馬率領北軍，成功攻入庫斯科，大肆屠殺印加王族及瓦斯卡爾的支持者，並派人向阿塔瓦爾帕告捷。不過他在庫斯科鞏固了阿塔瓦爾帕的統治之後，卻傳來了阿塔瓦爾帕在卡哈马卡被西班牙偷襲俘虜的消息。
基斯基斯隨即與查爾庫奇馬商議，由基斯基斯留下鎮守庫斯科，查爾庫奇馬則率領大軍開向卡哈马卡，試圖營救阿塔瓦爾帕。為了保證阿塔瓦爾帕的安全，基斯基斯建議查爾庫奇馬不要輕舉妄動。

### 與西班牙人的接觸
與許多印地安人（尤其是墨西加人）不同的是，基斯基斯發現西班牙人根本不是甚麼神，因為這些人不會說印地安人的語言，而且一直問黃金的位置這類問題。為了獲取贖身的黃金，法蘭西斯克·皮薩羅在阿塔瓦爾帕的建議下，以私人名義派了三名士兵前往庫斯科檢查。這三名士兵分別是馬丁·布埃諾（Martín Bueno）、佩德罗·马丁·德·莫格尔（Pedro Martin de Moguer）和佩德罗·德·萨拉特（Pedro de Zárate），雖然他們的行為非常無禮，但仍受到基斯基斯的禮待。
這幾名粗魯的士兵褻瀆了印加人的神祇和太陽神貞女，但考慮到阿塔瓦爾帕的安危，基斯基斯無法制止他們的行為，只得讓他們安然離去。基斯基斯命令三人彙報印卡的狀況，並警告他們，如果他們收到贖金後不釋放印卡，他將自行前去釋放。

### 抗擊侵略者
阿塔瓦爾帕被西班牙殖民者處死後，基斯基斯意識到帝國需要有一個統領全國的新的領袖。皮薩羅也有相同的需求，推舉庫斯科的圖帕克·瓦爾帕做候選人。基斯基斯則反對這樣做，他試圖讓基多的保柳·印卡為候選人。西班牙人逼近庫斯科的郊區，北軍不得不考慮自己的處境。他們決定放棄帝國首都，固守北方的根據地基多。
當北軍從庫斯科撤向基多的時候，西班牙人在秘魯僅僅佔據三處據點：一處是帝國首都庫斯科，第二處是小鎮豪哈，第三處則是海邊的聖米格爾。
豪哈扼守通往基多的道路，基斯基斯決定攻打此城。雨季使河水上漲，足以使猛烈的河水摧毀橋樑，避免這支軍隊被西班牙人追擊。
北軍與西班牙守軍終於在豪哈爆發戰鬥，西班牙人得到了不少土著的支持。雖然基斯基斯戰術非常高明，但卻在對付西班牙騎兵的時候吃了不少苦頭。基斯基斯以鉗形攻勢包圍西班牙人，但印加人對西班牙騎兵的衝鋒十分恐懼。西班牙指揮官Riquelme頭部受傷，跌入河中，被一組西班牙弓箭兵救起。一名西班牙人被殺，負傷的土著盟軍都被北軍屠殺殆盡。
北軍成功通過了豪哈，基斯基斯對無法征服這個僅有一小隊守軍的城市感到遺憾。基斯基斯在此戰中獲得經驗，他在山谷的小路上修建一道防禦工事，使得騎兵無法發揮優勢，最後成功奏效。
庫斯科的援軍在數週之後追及基斯基斯，由埃爾南多·德·索托和迭戈·德·阿爾馬格羅率領。印加傀儡皇帝曼科
曼科·印卡·尤潘基派遣不少印地安人隨軍。
在得知基斯基斯在不遠處之後，西班牙人奮勇向前。然而這位精明的將軍也並非毫無準備。在堅固的防禦工事面前，西班牙人的衝鋒被粉碎了。
正在西班牙人為如何作戰而苦惱時，他們突然發現印加軍隊拋棄了他們的要塞一路向北。基斯基斯明顯是要回到基多去。西班牙人一路謹慎地追擊，僅僅在與印加人殿後部隊發生小規模的衝突。後來已經確認印加人要拋棄這片地域的時候，西班牙人停止了追擊。
基斯基斯已經成功擺脫了這些追擊者，但他的麻煩並未結束。他必須在敵對勢力出沒的地方開闢一條道路。這些敵對勢力是瓦斯卡爾的支持者，他們感謝白人的到來使阿塔瓦爾帕被殺，甚至視白人為解放者。
無論如何，一個歷經千難萬險的、引人注目的行軍所依靠的不僅僅是戰略，更主要的應該是後勤補給。基斯基斯率領數千名士兵到達邊界的古代基多王國，試圖在哪裡尋求幫助和盟友。

### 最後的戰鬥
到達基多之後，基斯基斯組織了一次勇敢的抵抗。他很驚訝地發現西班牙的一個分隊已經先於他到達了這裡。這支西班牙人由塞巴斯蒂安·德·貝拉爾卡薩爾率領，從聖米格爾而來。隨後阿爾馬格羅與佩德羅·德·阿爾瓦拉多率領的其他軍隊也來到此處。
阿爾瓦拉多奉命搜尋盧米尼亞維及其部隊，但卻與基斯基斯不期而遇。他們撞見了基斯基斯的巡邏隊，逮捕了他們的隊長。在嚴刑拷打之下，隊長說出了基斯基斯的位置。
確定敵人位置之後，西班牙人迅速行軍，在夜間持火把前進，意外發現了行進中的印加軍隊。
基斯基斯甚為驚訝，但作為一名傑出將領，他的反應出奇般地迅速。在與敵人傑出之前，他將印加軍隊分為兩隊：一隊戰士由阿塔瓦爾帕的兄弟瓦伊帕爾孔（Huaypalcon）率領，站在山坡上發起攻擊；另一隊幾乎全是預備隊和婦女，由基斯基斯親自率領，試圖抄其側翼。
正如這位謹慎的將軍所預料的那樣，西班牙人對山坡上的印加人發起攻擊，印加人則將山頂上的石塊推下攻擊西班牙人。
當晚，兩支印加部隊會合，西班牙人被迫追擊。在穿過河流的時候，印加人在岸上建立了橋頭堡，給予西班牙人以打擊。附近的一支分遣隊在試圖會合時，被印加人擒獲斬首。西班牙人得知這個消息後決定撤退。基斯基斯獲得勝利，但這是他的最後一戰。

### 被殺
在與阿爾馬格羅和阿爾瓦拉多交手之後，基斯基斯又打了數場戰役，但不久便發覺敵人的包圍圈正在收緊。雖然防禦自己是有希望的，但要想最終擊潰這些強大的入侵者卻是不可能的事。
基斯基斯被迫改變戰術，打起了遊擊戰。為此他們必須隱藏在森林裡，避免正面對抗。然而他所處的地域是一片未探查的原始森林，雖然可以發起突然襲擊，但許多人卻找不到食物，被迫忍受著饑餓。部下都反對這麼做，但頑固的將軍堅持要抵抗，怒斥他們是懦夫。
副首領瓦伊帕爾孔憤怒了，要求與西班牙人打一場正面戰光榮地死去，而不是在荒山上吃野草充饑。基斯基斯拒絕這個建議，還威脅說將要把他當作叛徒。怒不可遏的瓦伊帕爾孔舉起棒子砸向了他。將軍們一擁而上，將基斯基斯亂棍打死。

## 腳註
1. ↑  奇楚瓦語中意思是「首領」或「小鳥」。

### 目擊者著作
- Miguel de Estete
  - Relación the viaje ... desde el pueblo de Caxmalca a Pachacamac. (1533) In Ramusio Einaudi, Torino 1988
  - Noticia del Perú (1540) In COL. LIBR. DOC. HIST. PERU (2 nd series Volume 8 °, Lima 1920)
- Francisco de Jerez Verdadera relación de la conquista del Perú (1534) In Ramusio Einaudi, Torino 1988
- Pedro Pizarro Relación del descubrimiento y conquista de los Reynos del Perú. (1571) in BIBL. AUT. ESP. (Volume CLVIII, Madrid 1968)
- Pedro Sancho de Hoz Relatione di quel che nel conquisto & pacificatione di queste provincie & successo...& la prigione del cacique Atabalipa.  (1534) In Ramusio Einaudi, Torino 1988

### 其他歷史學家
- Pedro Cieza de León
  - Segunda parte de la crónica del Perú (1551) In COL. CRONICA DE AMERICA (Dastin V. 6°. Madrid 2000)
  - Descubrimiento y conquista del Perú (1551) in COL. CRONICA DE AMERICA (Dastin V. 18°. Madrid 2001)
- Bernabé Cobo Historia del Nuevo Mundo (1653) In BIBL. AUT. ESP. Tomi XCI, XCII, Madrid 1956
- Garcilaso de la Vega
  - Commentarios reales (1609) Rusconi, Milano 1977
  - La conquista del Peru (1617) BUR, Milano 2001
- Francisco López de Gómara Historia general de las Indias (1552) In BIBL. AUT. ESP. (tomo LXII, Madrid 1946)
- Gonzalo Fernández de Oviedo y Valdés Historia General y natural de las Indias 5 Vol. in IBL. AUT. ESP. (tomi CXLVI - CLI), Madrid 1991)
- Antonio de Herrera y Tordesillas Historia general ... (1601–1615) COL. Classicos Tavera (su CD)
- Titu Cusi Yupanqui Relación de la conquista del Perú y echos del Inca Manco II  (1570) In ATLAS,  Madrid 1988